# Rhamphomyia formidabilis
Rhamphomyia formidabilis är en tvåvingeart som beskrevs av Frey 1951. Rhamphomyia formidabilis ingår i släktet Rhamphomyia och familjen dansflugor. Inga underarter finns listade i Catalogue of Life.